# Spital am Pyhrn
Spital am Pyhrn is een gemeente in de Oostenrijkse deelstaat Opper-Oostenrijk, gelegen in het district Kirchdorf an der Krems (KI). De gemeente heeft ongeveer 2300 inwoners.

## Geografie
Spital am Pyhrn heeft een oppervlakte van 109 km². Het ligt in het zuiden van de deelstaat Opper-Oostenrijk, ten zuiden van de stad Wels.
Edlbach · Grünburg · Hinterstoder · Inzersdorf im Kremstal · Kirchdorf an der Krems · Klaus an der Pyhrnbahn · Kremsmünster · Micheldorf in Oberösterreich · Molln · Nußbach · Oberschlierbach · Pettenbach · Ried im Traunkreis · Roßleithen · Rosenau am Hengstpaß · Schlierbach · Spital am Pyhrn · St. Pankraz · Steinbach am Ziehberg · Steinbach an der Steyr · Vorderstoder · Wartberg an der Krems · Windischgarsten
- Bibliothèque nationale de France: cb15296392t (data)
- Gemeinsame Normdatei: 4056307-8
- Library of Congress Control Number: n87848090
- Nationale Bibliotheek van Tsjechië: xx0159535
- Nationale Bibliotheek van Israël: 987007560143205171
- Virtual International Authority File: 141990284
- WorldCat: E39PBJqbrCtrXWmkfHmrDX7WDq